# Pivnicine, Lebedîn
Pivnicine (în ucraineană Північне) este un sat în comuna Reabușkî din raionul Lebedîn, regiunea Sumî, Ucraina.

## Demografie
Componența lingvistică a localității Pivnicine
     Ucraineană (94,55%)
     Rusă (5,45%)
Conform recensământului din 2001, majoritatea populației localității Pivnicine era vorbitoare de ucraineană (94,55%), existând în minoritate și vorbitori de rusă (5,45%).